# Thermen der Sieben Weisen
Die Thermen der Sieben Weisen (Terme dei Sette Sapienti (III, X, 2)) liegen im Westteil von Ostia (ursprüngliche Hafenstadt des antiken Rom) und sind ein gut erhaltenes Beispiel für ein mittelgroßes römisches Badehaus des 2. Jahrhunderts.
Die Thermen sind unter Hadrian erbaut worden und liegen zwischen zwei Häuserblöcken. Zentrum der Anlage ist ein runder Saal, der einst eine Kuppel hatte. Der Fußboden zeigt ein schwarz-weißes Mosaik mit Jagddarstellungen. In diesem Saal stand auch ein Kaltbad. Unter Bögen gelangte man von hier in die anderen Baderäume. Ein zweiter Raum, ein Warmbad (Caldarium) ist mit einem Mosaik mit der Darstellung von Eroten auf Seepferden ausgestattet, in einem dritten Baderaum, einem Frigidarium, dem Kaltbaderaum, findet sich die Wandmalerei einer badenden Venus. Das Bad war einst reich mit Skulpturen ausgestattet.
Der Bau ist aber besonders bemerkenswert wegen der guten Erhaltung der zahlreichen Wandmalereien. Im Apodyterium (Umkleideraum) findet man die Bilder der Sieben Weisen, die anhand von griechischen Beischriften identifiziert sind. Thales, Solon und Chilon sind noch lesbar. Weitere Beischriften sind eher humoristisch gemeint: Thales macht eine große Anstrengung für eine Heilung von Verstopfung. Dieser Raum mit den Bildern der Weisen war ursprünglich eine eigene Garküche und ist erst später in die Thermen einbezogen worden.

## Galerie

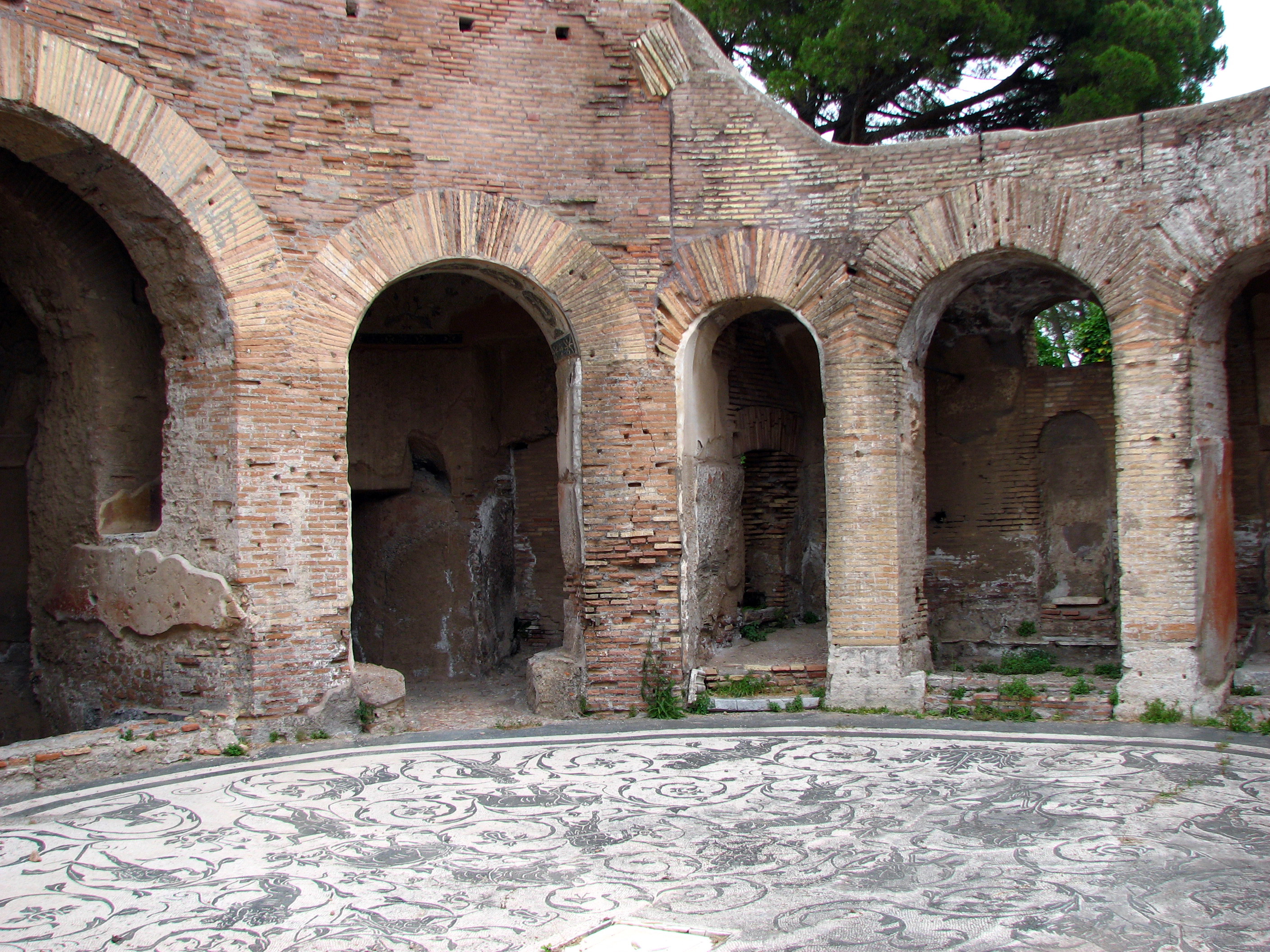
Der zentrale Rundsaal
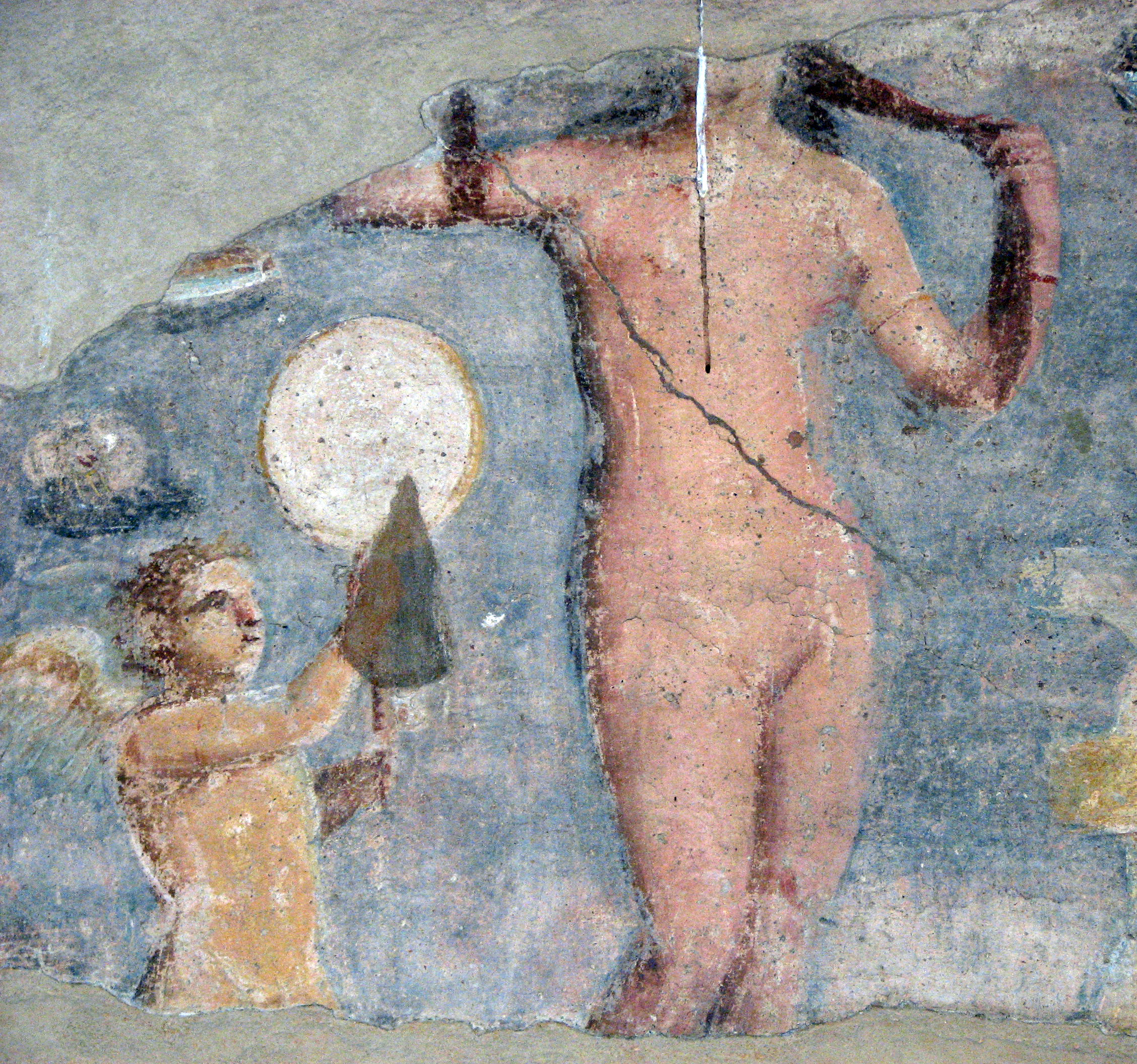
Die badende Venus
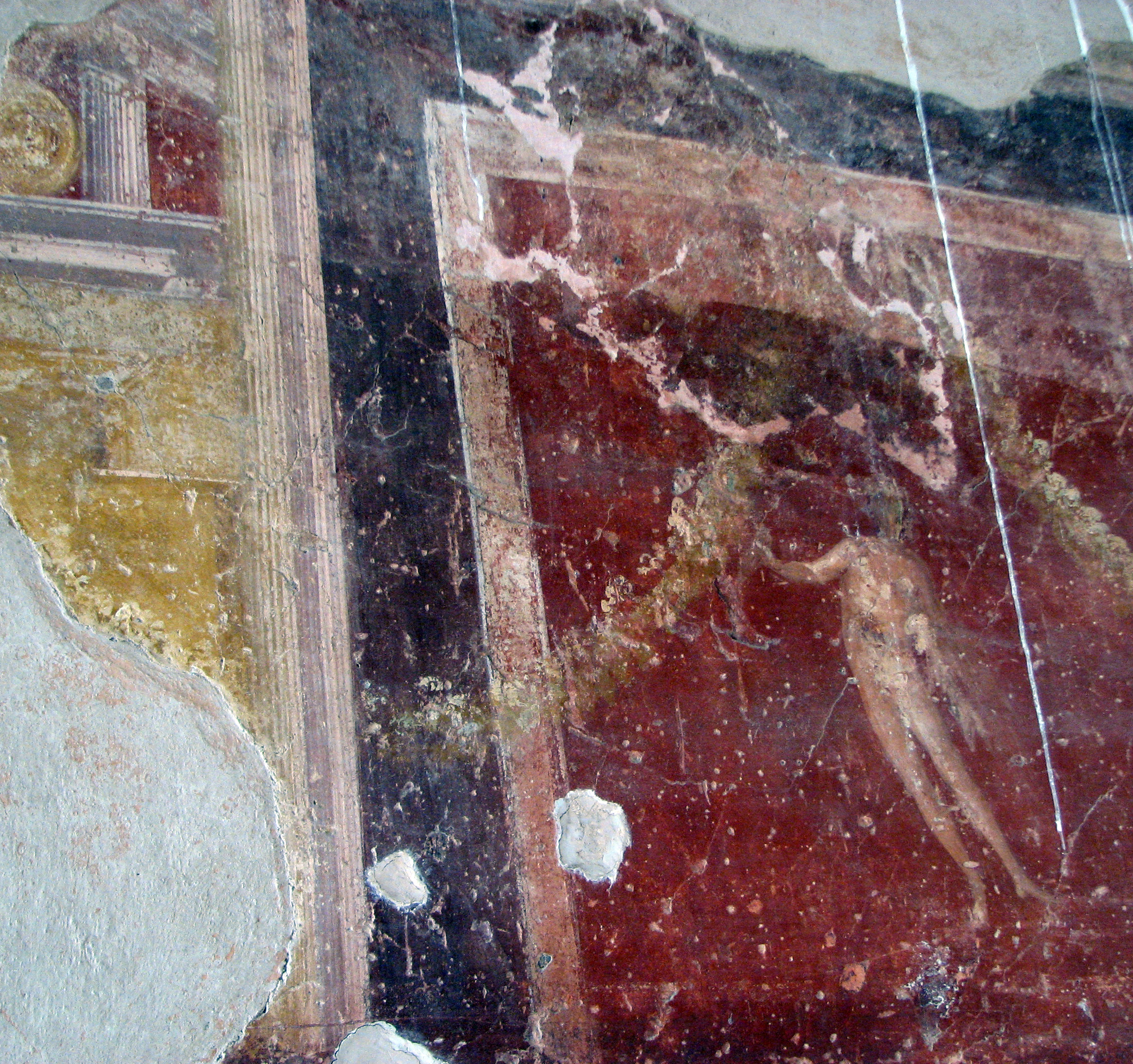
Wandmalerei